# Аџмер
Аџмер је град у Индији у држави Раџастан. Према незваничним резултатима пописа 2011. у граду је живело 542.580 становника.

## Становништво
Према незваничним резултатима пописа, у граду је 2011. живело 542.580 становника.
| 1991.   | 2001.   | 2011.   |
| ------- | ------- | ------- |
| 402.702 | 485.575 | 542.580 |